# Castell de Quesa
El castell de Quesa (la Canal de Navarrés, País Valencià), és una fortalesa d'origen àrab de reduïdes dimensions construïda al voltant del segle xi, la qual va quedar abandonada després de la seva conquesta per Jaume I, i que se situa en un turó pròxim a la població que li dona el seu nom.

## Descripció
D'aquesta petita fortificació tan sols són visibles restes disperses dels basaments de la muralla, d'una torre, algunes dependències i l'aljub. El castell va ser incendiat, com ho demostren les restes de carbó que apareixen en les capes baixes de la terra, les pedres de les parets van ser arrencades i aprofitades en els anys cinquanta-seixanta per a la construcció de calçades en un camp d'oliveres proper. L'ajuntament va construir un repetidor de televisió al centre del castell.

## Llegenda
Existeix la llegenda que, des de l'interior del castell, baixa una galeria fins al poble, per on van sortir els àrabs burlant el setge a què els tenien sotmesos els cristians, la veritat és que en diverses cases, i sempre en la mateixa línia, el terra s'ha enfonsat en diverses ocasions, descobrint una galeria llarga que es perdia en direcció a les hortes pròximes.